# ゾラン・ジンジッチ
ゾラン・ジンジッチ（セルビア語: Зоран Ђинђић、ラテン文字表記:Zoran Đinđić、Zoran Djindjićと綴られることも、1952年8月1日 - 2003年3月12日）は、セルビア・モンテネグロの政治家。ベオグラード市長、セルビア共和国首相を務めた。また哲学博士でもあった。

## 出自
ジンジッチはユーゴスラビア社会主義連邦共和国ボサンスキ・シャマツ（現ボスニア・ヘルツェゴビナ共和国シャマツ）出身。ベオグラード大学で哲学を学んだほか、ドイツのフランクフルトに留学。ドイツのコンスタンツ大学で哲学の博士号を取得した。

## 政治家として
1989年にノヴィ・サド大学の教官になるためにユーゴスラビアに帰国、この場所で民主党を設立した。1993年に党首に就任した。1996年から1997年にかけて、権威主義的な傾向を強めていたスロボダン・ミロシェヴィッチ政権に対する大規模な抗議行動が起こった後、ジンジッチは第二次世界大戦後、初の非共産党系のベオグラード市長となった。政敵であったヴク・ドラシュコヴィッチのセルビア再生運動（SPO）、ヴェスナ・ペシッチのセルビア市民同盟（GSS）と連合を組んだが、4ヶ月で連合は瓦解した。
NATOによるセルビアへの空爆が行われているさなか、反体制派のジャーナリスト、スラヴコ・チュルヴィヤが、正教会の復活大祭期間中に殺害され、ジンジッチは避難のため一時モンテネグロへ逃れた。当時の大統領スロボダン・ミロシェヴィッチの秘密警察による暗殺対象リストでジンジッチの名がスラヴコ・チュルヴィヤの次にあったといわれている。1999年、ジンジッチはタイム誌の「次世紀の最も重要な政治家」としてその名が掲載された。
NATOによる空爆が続く中、ジンジッチが当時の米国の大統領ビル・クリントンと握手する写真は、一方からはジンジッチは売国奴だという批判を集め、また他方からはセルビアが国際社会に復帰できる可能性を示したものだと評価された。1999年、ジンジッチはセルビアに帰国後、国家の安全を損なったとして逮捕された。
ジンジッチは、ミロシェヴィッチ政権が崩壊した2000年のユーゴスラビア大統領選挙で大きな役割を果たし、19党連立による政権の首脳として2001年1月25日、セルビア共和国の首相に就任した。ジンジッチはミロシェヴィッチを旧ユーゴスラビア国際戦犯法廷に引渡した。後にミロシェヴィッチの裁判が延期され長引いたことについて、「騙された、幻滅した。これは茶番だ。」と失望を顕わにした。「国際戦犯法廷は、ミロシェヴィッチが扇動家のごとく振舞い、法廷をコントロールするのを容認している」と語った。
ジンジッチはビル・クリントン大統領、ジャック・シラク大統領、トニー・ブレア首相などの西側の政治家から大きく信頼され、ジンジッチの政治的立場への支持を明確に表明されている。

## 暗殺
ジンジッチは警察軍中佐のズヴェズダン・ヨヴァノヴィッチ（Zvezdan Jovanović）によって2003年3月12日、首都のベオグラードにて暗殺された。胸部への銃撃で心臓を損傷し、死亡したものと見られる。ジンジッチは病院に運ばれたが、死亡が発表された。官房長官であったナターシャ・ミチッチ（Nataša Mićić）によって即時非常事態宣言が発令された。民主党の後任党首にはゾラン・ジヴコヴィッチ（Zoran Živković）(en)が選出された。